# Standaryzacja (statystyka)
Standaryzacja – rodzaj normalizacji zmiennej losowej, w wyniku której zmienna uzyskuje średnią wartość oczekiwaną zero i odchylenie standardowe jeden.
Najczęściej spotykanym sposobem normalizacji jest tzw. standaryzacja Z, którą można wyrazić poniższym wzorem:
{\displaystyle z={\frac {x-\mu }{\sigma }},}
gdzie:
{\displaystyle x} – zmienna niestandaryzowana,
{\displaystyle \mu } – średnia z populacji,
{\displaystyle \sigma } – odchylenie standardowe populacji.
Bardziej złożone metody standaryzacji zmieniają dodatkowo rozkład zmiennej na normalny.